# Махаска (окръг, Айова)
Окръг Махаска (на английски: Mahaska County) е окръг в щата Айова, Съединени американски щати. Площта му е 1484 km², а населението - 22 335 души (2000). Административен център е град Оскалуса.